# Луганська обласна філармонія
Луганська обласна філармонія — концертний заклад Луганської області, філармонія, розташована в місті Сєвєродонецьку (до 2015 р. у Луганську).

## Історична довідка
Луганська обласна філармонія народилась у 30-х рр. Про той період її діяльності бракує інформації. Відомо, що 1941 р. керівником ансамблю Луганської обласної філармонії призначили українського бандуриста Віктора Джурджія. Він зі своїм гуртом обслуговував прифронтові смуги, мобілізаційні пункти й шпиталі, за що був нагороджений грамотою головнокомандувача Київським округом. У червні 1942 р. В. Джурджій разом зі штабом філармонії потрапив в оточення. Повернувшись до Луганська, заснував капелу у складі 10 бандуристів, з якими їздив на гастролі по області.
Після звільнення краю від окупантів відродили Луганську обласну філармонію. У березні 1943 року заснували комсомольсько-молодіжний гурт, на основі якого згодом був створений Український народний ансамбль пісні і танцю під керівництвом М. Новохатської.
Влітку 1945 року під управлінням Самуїла Ратнера відбувся перший концерт симфонічного оркестру, який налічував близько 50 музикантів. За 67 років своєї творчої біографії Луганська обласна філармонія підкорила мільйони глядачів, провела численні концерти та авторські зустрічі з видатними діячами культури і мистецтва радянської доби: Тихоном Хренніковим, Олександрою Пахмутовою, Яном Френкелем, Михайлом Фрадкіним, Георгієм Мовсесяном.

## Артисти і колективи
У різні роки в Луганській філармонії працювали народний артист СРСР Юрій Богатиков, народний артист Росії Валерій Леонтьєв, народні артисти України Джульєтта Якубович, Джульєтта Якубович — Почесний громадянин Луганська, Галина Мурзай, Володимир Калашников, Володимир Самарцев, Володимир Савченко.
З гастролями виступали Національний заслужений академічний ансамбль танцю України імені Павла Вірського, Національна заслужена академічна капела України «Думка», державний ансамбль танцю Сибіру, хор ім. П'ятницького, джаз-оркестр під орудою Леоніда Утьосова, джаз-оркестром під керівництвом Олега Лундстрема, а також солісти — Є. Мірошниченко, А. Солов'яненко та інші.
Серед провідних артистів філармонії — народний артист України, концертмейстер академічного симфонічного оркестру Юрій Кириченко, народна артистка України Віра Андріяненко; заслужені артисти України солістка-вокалістка Людмила Манасян і артист академічного симфонічного оркестру Юрій Куліков. За кілька останніх років у колектив філармонії влилися молоді талановиті артисти, які за короткий термін змогли завоювати любов глядачів — це солісти-вокалісти, лауреати міжнародних та всеукраїнських конкурсів Олена Босенко, Руслан Буханцев, Сергій Чуйков, Дмитро Шепеленко, Владислав Ситнік, солісти філармонії — Олег Романов, Юлія Скороход, Анна Заславець, Наталія Олефіренко, артистка розмовного жанру Катерина Стукальська, ведучий концертів Сергій Дорофєєв.

### Творчі колективи
Ансамбль «Київська Русь». Лауреат всеукраїнських та міжнародних конкурсів і фестивалів, неповторний, унікальний колектив — камерно-інструментальний ансамбль «Київська Русь», під керівництвом заслуженого діяча мистецтв України Віктора Фалалєєва. Висока виконавська майстерність музикантів, живий звук та різножанровий репертуар дозволили завоювати визнання цінувальників гри на народних інструментах.
Ансамбль Легенда. Самобутній, яскравий і неповторний у своїй творчості ансамбль пісні і танцю «Легенда» один з провідних молодих творчих колективів України — неодноразовий лауреат всеукраїнських та міжнародних конкурсів. Завдяки невичерпному творчому пошуку художнього керівника ансамблю Марини Комарової та балетмейстера-постановника Юрія Одринського, цілеспрямованості, високій виконавській майстерності і запальності учасників, колективу вдалося домогтися великих успіхів.
Академічний симфонічний оркестр — колектив, що володіє рельєфністю музичних образів і колоритною майстерністю, різноманітністю динаміки звучання, глибоким розумінням стилістичних особливостей творів, відсвяткував в 2010 році 65-річний творчий ювілей.

### Орган «Александр Шуке»
У 1985 року у філармонії встановлено унікальний орган, сконструйований в Німеччині фірмою «Александр Шуке».
Понад 20 років на цьому органі грає заслужена артистка України Анна Мокрова.

## Реконструкція
У 2008 році, після завершення реконструкції приміщення Луганської обласної філармонії за новими технологіями і з урахуванням усіх сучасних технічних засобів і обладнання, установа має два концертні зали:
- основний великий концертний зал (503 місця)
- малий зал (70 місць) для проведення малих форм концертів, творчих зустрічей з майстрами мистецтв.

У 2014 , з початком війни , філармонія припиняє свою діяльність у Луганську.

## Відродження
У зв'язку з окупацією м. Луганська, в квітні 2015 року Луганська обласна філармонія була переміщена на територію, підконтрольну українській владі, до м. Сєвєродонецьк. Більша частина працівників залишила м. Луганськ. Деякі колективи у повному складі іммігрували на територію Російської федерації. Частина працівників перемістилась до м. Сєвєродонецька, щоб взяти участь у відродженні філармонії на новому місці. До цього приєднались і місцеві музиканти. Спільними зусиллями, та за підтримки Луганської обласної військово-цивільної адміністрації вже через місяць роботи філармонії відбувся перший концерт Академічного симфонічного оркестру Луганської обласної філармонії, шановним гостем якого став головний почесний диригент Академічного симфонічного оркестру Луганської обласної філармонії Курт Шмід. Протягом багатьох років диригент співпрацював з філармонією та продовжив цю вже традицію, завітавши до м. Сєвєродонецька .
Починаючи з квітня 2015 року Луганська обласна філармонія активно розвивається. Безліч нових програм, велика кількість концертів, які, звичайно, користуються попитом серед населення. За час перебування філармонії на території м. Сєвєродонецька, до міста завітали гості з багатьох куточків України, Європи, Сполучених Штатів. Наразі до колективів філармонії входять Академічний симфонічний оркестр Луганської обласної філармонії та ансамбль пісні і танцю «Радани», який був створений в листопаді 2015 року. Вивчаючи фольклорний матеріал регіонів України та сусідніх держав, ансамбль створює колоритні програми народних пісень, танців та інструментальних творів.
У 2018 році при філармонії був створений естрадний гурт "БеZ Меж".
Колективи філармонії проводять концерти не лише в м. Сєвєродонецьку та в містечках Луганщини. Так, за період перебування Луганської обласної філармонії на території м. Сєвєродонецька відбулись гастролі колективів до м. Київ, містами Львівщини. Ансамбль пісні і танцю «Радани», з новою концертною програмою, відвідав м. Харків та містечка Харківщини, Академічний симфонічний оркестр вже двічі завітав до Австрії, де подарував австрійським поціновувачам класичної музики концерти з програмами, що містять твори українських і всесвітньо відомих композиторів.
Концерти проходять у приміщенні Великої концертної зали Сєвєродонецького коледжу мистецтв, де кожен охочий може оцінити високий рівень та професійність колективів.
З початком повномасшабної агресії гурт та ансамбль припинили існування, а симфонічний оркестр переїхав до Львова.
З моменту переміщення з Луганська й по теперішній час директором філармонії є Шаповалов Ігор Вікторович.
Диригенти:
- Євген Тутевич, Заслужений діяч мистецтв України[7]
- Назар Яцків [8]
- Богдан Івахів[9][10]
- Іван Остапович  з 2022р.[11]